# 情報通信法案
情報通信法案（じょうほうつうしんほうあん）は、日本において、放送と通信の融合などの見地から立法が検討されている法案で、総務省・情報通信政策局が2006年8月に設置した通信・放送の総合的な法体系に関する研究会の中間提言において提唱されているものである。

## 概要
2007年6月19日に公表された研究会の中間取りまとめでは「放送と通信の融合」及び「放送・通信分野の相互参入と競争の促進」を図る観点より、現状では電波法・放送法・電気通信事業法などに分かれている放送・通信関連の法律を「情報通信法」（仮称）に一本化する。その上で現在の放送とそれに類比可能なコンテンツ配信サービスについて「メディアサービス（仮称）」として一体化して規律する。メディアサービスは地上テレビのコンテンツを想定した「特別メディアサービス」。衛星放送や有線テレビのほか、これまで通信コンテンツとして扱われ、規制の対象外だったネット上の映像配信を「一般メディアサービス」として2つに区別して規制する。また、その他の「公然性を有する通信」を「公然通信」（最終報告では「オープンメディアコンテンツ」と言い換えられている）と位置づける。この定義で解釈すると例えばインターネット上であれば全てのホームページ、掲示板やブログ、インターネットラジオ、インターネットテレビ等が含まれるであろう。さらに、諸規制が放送分野のみを対象にしている現状を勘案し、公然通信についても規制を適用すべきであるとして違法・有害コンテンツ流通に対する対応を制度化することを検討すべきであると提言している。
新たに公然通信と位置づけられたコンテンツについては現状では通信の秘密保護のためプロバイダ責任制限法などを除き制度化していない。取りまとめでは初めに違法・有害コンテンツの流通に関して関係者が守るべき最低限の「共通ルール」を策定すること、策定に当たっては業界団体の自主規制やガイドライン等の対応指針を参考にすることを提言。策定した「共通ルール」をプロバイダーが違法・有害コンテンツを削除やレイティングする場合の法的根拠にすべきとしている。さらに青少年保護育成条例などの手法を参考にして特定の行為に関して、一定の範囲内に限り規制を行う「ゾーニング規制」を導入することも検討するとしている。しかし、本来放送・通信事業は有限な電波資源を活用すると言う視点から、またその公共性故に一般に禁止・制限されているものである。そのために、事業者である放送局は行政機関が特別に許した上で、権利を定め地位を与えられる免許制と言う規制を受けている。個々人の表現の自由を尊重する観点や、米国において同様の規制を目的とした立法（通信品位法・児童オンライン保護法）が、レノ対アメリカ自由人権協会事件等で相次いで憲法違反で無効と判断されている事実が検討会の資料では全く言及されていないこと、事業者と同一の基準により一般個人の情報発信を規制対象とすることに疑義を呈する意見も散見される。
総務省はこの中間報告に対するパブリックコメントを2007年7月20日まで受け付け、2007年12月5日に2011年の情報通信法公布・施行を目指すべきであるとした最終報告が公表された。